# Айрін (ураган)
Ураган Айрін (англ. Hurricane Irene) — дев'ятий шторм та перший великий ураган сезону 2011 року в Атлантичному океані, що пройшов наприкінці серпня східним узбережжям Північної Америки. Зародився на схід від Малих Антильських островів. Отримав 3-тю категорію небезпеки із поривами вітру до 190 км/год.
Евакуацію оголосили у деяких частинах штатів Делавер, Меріленд, Нью-Джерсі та Північна Кароліна.
Надзвичайний стан оголосили у 6 штатах: Північна Кароліна, Меріленд, Вірджинія, Делавер, Нью-Джерсі та Нью-Йорк.
27 серпня в США наказ покинути свої будинки одержали близько 1 мільйона осіб у штаті Нью-Джерсі, 315 тисяч — у Мериленді, 200 тисяч — у Вірджинії, 100 тисяч — у Делавері, 270 тисяч — у Нью-Йорку.

## Наслідки урагану
- У Карибському басейні потужні вітри та зливи призвели до повеней та проблем із постачанням електрики.
- Ураган Айрін у 20-х числах серпня вразив столицю Багамських островів — Нассау, де вітри поздували дахи з будівель та повалили дерева.
- У Пуерто-Рико майже половина населення залишилася без електрики. Понад 100 тисяч постраждали через перебої із водопостачанням. Загинула 62-річна жінка.

| Місцевість               | Смертні випадки | Зниклі безвісти |
| Пуерто-Рико              | 1               | 0               |
| Домініканська Республіка | 4               | 7               |
| Гаїті                    | 3               | 0               |
| США                      | 45              | 1               |
| Канада                   | 1               | 0               |
| Всього                   | 54              | 8               |